# Лайт Старз (футбольний клуб)
Футбольний клуб Лайт Старз або просто «Лайт Старз» (англ. Light Stars Football Club) — сейшельський футбольний клуб з міста Праслен. 

## Історія
Він був заснований в місті Гранд-Ансі на острові Праслен і є найпопулярнішим клубом міста, хоча він і не виступав раніше так часто у вищому дивізіоні. Його найбільшим досягненням була перемога в Кубку Сейшельських островів в сезоні 2015 року після перемоги в серії післяматчевих пенальті над Норзерн Дайнамо.
Успіх в національному кубку дозволив команді кваліфікуватися для участі у Кубку конфедерації КАФ 2016 року, в якому команда вилетіла вже у попередньому раунді від представника Південної Африки Бідвест Вітс Юніверсіті.

## Досягнення
- Перший дивізіон
  - 4-те місце (1): 2008[2]

- Другий дивізіон
  -  Чемпіон (1): 2000

- Кубок Сейшельських Островів
  -  Володар (1): 2015
  -  Фіналіст (1): 2003

## Статистика виступів на континентальних турнірах
| Сезон | Турнір                 | Раунд      | Клуб                    | Вдома | На виїзді | Загальний |
| ----- | ---------------------- | ---------- | ----------------------- | ----- | --------- | --------- |
| 2016  | Кубок конфедерації КАФ | Попередній | Бідвест Вітс Юніверсіті | 0-3   | 0-6       | 0-9       |

## Відомі гравці
- Маджиді Ндікумана
- Реннік Есзер